# Vaclav Pondelicek
Vaclav Pondelicek (? – ?) Európa-bajnok bohémiai-csehszlovák jégkorongozó kapus.
Az 1914-es jégkorong-Európa-bajnokságon aranyérmes lett a bohémiai csapatban. 1 mérkőzésen 1 gólt kapott.
Klubcsapata a HC Slavia Praha volt.